# 平戸市立大川原小学校
平戸市立大川原小学校（ひらどしりつ おおかわらしょうがっこう、Hirado City Okawara Elementary School）は、長崎県平戸市赤松町にあった公立小学校。
2011年（平成23年）3月末をもって閉校し、平戸市立紐差小学校に統合された。

## 概要
歴史
平戸市立紐差小学校の分校であった2校（大川原分校・木ヶ津分校）が1958年（昭和33年）に統合の上、「平戸市立大川原小学校」として独立。少子化により、2011年（平成23年）3月末をもって閉校し、53年の歴史に幕を下ろした。
校章
校名の頭文字である「大」の文字を図案化したデザインとなっている。
校歌
1967年（昭和42年）制定。作詞は市瀬正生、作曲は福島潔による。歌詞は3番まであり、各番の歌詞中に校名の「大川原」が登場する。
校区
住所表記で平戸市の後に「木ヶ津町、赤松町、大川原町」が続く地域であった。中学校は平戸市立中部中学校校区。

## 沿革
前史
- 1882年（明治15年）- 「紐差学区公立中等紐差小学校 大川原分校」が設置される。
- 1886年（明治19年）4月 - 小学校令の施行により、「尋常紐差小学校 大川原分校」と改称。
- 1889年（明治22年）4月 - 町村制の施行により紐差村立の小学校となる。
- 1893年（明治26年）4月 - 小学校令の改正により、「紐差尋常小学校 大川原分校」に改称（「尋常」の位置が変わる）。
- 1898年（明治31年）3月 - 高等科を併置し、「紐差尋常高等小学校 尋常大川原分校」に改称。
- 1905年（明治38年）5月 - 「紐差尋常高等小学校 木ケ津分教場」（後に木ケ津分校）が開設される。
- 1941年（昭和16年）4月1日 - 国民学校令により、「紐差村国民学校 大川原分校・木ヶ津分校」と改称。
- 1947年（昭和22年）4月1日 - 学制改革（六・三制の実施）により、「紐差村立紐差小学校 大川原分校・木ヶ津分校」が発足。
- 1955年（昭和30年）1月1日 - 町村合併[1]で平戸市が誕生したことにより、「平戸市立紐差小学校 大川原分校・木ヶ津分校」（現校名）と改称。

統合・独立
- 1958年（昭和33年）9月 - 大川原分校と木ケ津分校を統合の上、「平戸市立大川原小学校」として分離・独立[2]。
- 1962年（昭和37年）- 給食室が完成。
- 1967年（昭和42年）- 校旗・校歌を制定。
- 1980年（昭和55年）- 新校舎が完成。
- 1982年（昭和57年）- 体育館が完成。
- 1998年（平成10年）4月 - 3学級の完全複式となる。
- 2007年（平成19年）- 創立50周年記念事業を実施。
- 2011年（平成23年）
  - 3月12日 - 閉校式を開催[2]。
  - 3月31日 - 平戸市立紐差小学校への統合により、閉校[3]。跡地は福祉施設の作業所となっている。

## 交通
最寄りの国道・県道
- 長崎県道60号獅子津吉線

## 周辺
- 平戸牛肥育牧場
- 慈眼神社
- 慈眼桜
- カトリック木ヶ津教会
- 阿奈田ダム・阿奈田浄水場

## 参考資料
- 広報ひらど2011年（平成23年）4月号 (PDF)  - 平戸市ウェブサイト